# Neostauropus alternus
Neostauropus alternus är en fjärilsart som beskrevs av Walker 1855. Neostauropus alternus ingår i släktet Neostauropus och familjen tandspinnare. Inga underarter finns listade i Catalogue of Life.